# Tal der Wölfe
Tal der Wölfe (Originaltitel: Kurtlar Vadisi) ist eine türkische Fernsehserie, die von einem fiktiven türkischen Nachrichtendienst handelt, welcher illegale politische Machenschaften innerhalb der türkischen Grenzen zur Strecke bringen will. Sie nimmt dabei teilweise Bezug auf reale Ereignisse, die in der Türkei seit den 1970er-Jahren als Tiefer Staat diskutiert werden.
Über die Grenzen der Türkei hinaus wurden die an die Serie anknüpfenden Kinofilme Tal der Wölfe – Irak, Tal der Wölfe – Gladio und Tal der Wölfe – Palästina sowie Tal der Wölfe – Vaterland bekannt.

## Handlung
Die Serie erzählt, wie der KGT-Agent („Kamu Güvenliği Teşkilatı“, ein fiktiver türkischer Geheimdienst) Ali Candan als Spezial-Agent im Auftrag der türkischen Regierung im Kosovo und in Bosnien für die UÇK arbeitet. Er wird nach Beendigung seiner Mission nach Istanbul zurück geordert. Sein Vorgesetzter und väterlicher Freund, Aslan Akbey, erklärt ihm, dass sein Tod vorgetäuscht werden soll, um ihn unter dem Namen „Polat Alemdar“ in die türkische Mafia einzuschleusen. Ali Candan wird einer plastischen Chirurgie unterzogen, bei der nicht nur sein Gesicht, sondern auch seine Stimmbänder verändert werden. Mit seinem neuen Aussehen fängt für ihn auch ein neues Leben an, da er seine Vergangenheit hinter sich lassen muss. Für seine Familie und Freunde gilt Ali Candan als tot. Die erste Handlung mit neuer Identität beginnt, als Polat dem berühmten Mafiapaten Süleyman Çakır das Leben rettet. Das führt dazu, dass „Polat Alemdar“ in die Mafia eingeschleust wird und somit sein Vorhaben, die türkische Mafia zu zerschlagen, seinen Lauf nimmt.
Nach kurzer Zeit schließt er sich Çakır an. Der Schwiegervater von Çakır ist ein Mitglied des Mafiakongresses, dem die zehn ranghöchsten Mafiosi angehören. Die kleineren Banden bekriegen sich, um in der Unterwelt aufzusteigen und in den Kongress zu kommen. Alemdar versucht während der Schießpausen seine alte Verlobte für sich zu gewinnen, ohne ihr zu verraten, wer er ist. Die jedoch trauert immer noch um ihren totgeglaubten Freund. Nach und nach arbeitet sich die kleine Bande um Çakır immer höher. Unter anderem eröffnen Çakır und Alemdar ein Casino, das von einem hohen Mafioso und seiner Truppe überfallen wird. Dabei stirbt Çakırs Schwester. Dieser schwört Rache und schnappt den Mafioso durch eine List. Der Mafiaboss wird gefoltert und grausam ermordet. Nach darauffolgendem Racheakt steigt die Gruppe auf und wird zu einer führenden Gruppe in der Unterwelt. Dies geschieht bis zur Mitte der zweiten Staffel.
Mit dem Aufstieg wächst die Zahl ihrer Feinde. Nach und nach jagen sie Drogendealer und Erpresser. Viele andere Banden versuchen Attentate auf sie zu verüben. Es verwickeln sich immer mehr ausländische Mafiaorganisationen in die Intrigen. Die Russen kommen mit langsamen Schritten. Später stellt ein Psychopath Çakır eine Falle und ermordet ihn. Zuvor hatte Polat dem Bruder des Psychopathen die Kehle aufgeschnitten. Nach dem Tod von Çakır setzt sich Polat an die Spitze der Gruppe. Er verfeindet sich mit einem Mafioso aus dem Kongress bis auf den Tod. Polat ermordet den russischen Mafiabaron, schnappt seinen Erzfeind und übergibt ihn seinem Chef. Kurz darauf wird sein Chef durch ein Attentat ermordet. Polat fühlt sich allein. Nach diesen Geschehnissen erscheint ein Terrorist mit seinen Leuten und verbreitet Angst und Schrecken. Polat arbeitet immer enger mit dem Staat zusammen, jedoch weiß das niemand. Eine Weile später wird der Terrorist getötet. Polat offenbart seine Identität dem Geheimdienstchef. Er knüpft immer mehr Kontakte zum Mafiakongress und zum Baron. Zu dieser Zeit kommt auch eine russische Mafiagruppe. Polat wird der Berater des Barons und rettet ihm das Leben, allerdings nur um sein Vertrauen zu gewinnen und ihn selbst töten zu können. Dann aber erfährt Polat, dass der Baron sein Vater ist. Er selbst wurde entführt, als er ein Baby war. Er bricht zusammen, aber behält dieses Geheimnis für sich. Seine Verlobte findet währenddessen heraus, dass der Tote im Grab nicht ihr Verlobter ist. Als eine ominösen Sekte den Baron ermordet, wird Polat sein Nachfolger und herrscht nun über den Mafiakongress. Nach dem Baron tötet die mysteriöse Sekte immer mehr Leute und benutzt dabei technisch aufwändige Methoden. Polat plant derweil einen vernichtenden Angriff gegen die Russenmafia. Mit einem Helikopter, der mit einer Gatlinggun bewaffnet ist, greifen Polat und seine Leute die Russen an und schlagen sie. Am Ende der dritten Staffel wird Polats Verlobte durch einen Anruf der Sekte in die Irre geführt und entführt. Erneut wegen eines Anrufs rennt sie aus dem Haus und baut einen Autounfall. Polat wird in eine verlassene Gegend gerufen. Drei Giftpfeile betäuben ihn. In der letzten Szene liegt er in einem Sarg und durch einen Mechanismus fällt Sand darauf.

## Produktion und Veröffentlichung
Die Serie basiert auf einer Idee von Osman Sınav und wurde von Pana Film produziert. Der Hauptdarsteller Necati Şaşmaz wird in der Serie synchronisiert, um ihm eine ernstere Stimme zu geben.
Die Serie lief anfangs beim türkischen Sender Show TV. Dort wurden drei Staffeln der Serie ausgestrahlt. Nach der dritten Staffel wechselte Kurtlar Vadisi zum Sender Kanal D, wo auch die elf Folgen der vierten und letzten Staffel liefen. Insgesamt hat die Serie 97 Folgen.

## Ausstrahlung
| Staffel    | Sendeplatz             | Staffelpremiere    | Staffelfinale     | Produzierte Folgen | Ausgestrahlte Folgen | TV-Saison | Sender  |
| ---------- | ---------------------- | ------------------ | ----------------- | ------------------ | -------------------- | --------- | ------- |
| 1. Staffel | Mittwochs, 20:00 Uhr   | 15. Januar 2003    | 18. Juni 2003     | 20                 | 1 – 20               | 2003      | Show TV |
| 2. Staffel | Donnerstags, 20:00 Uhr | 2. Oktober 2003    | 24. Juni 2004     | 35                 | 21 – 55              | 2003–2004 | Show TV |
| 3. Staffel | Donnerstags, 20:00 Uhr | 23. September 2004 | 9. Juni 2005      | 31                 | 56 – 86              | 2004–2005 | Show TV |
| 4. Staffel | Donnerstags, 20:00 Uhr | 6. Oktober 2005    | 29. Dezember 2005 | 13                 | 87 – 97              | 2005      | Kanal D |

## Hintergrund
Die Serie basiert teilweise auf wahren Begebenheiten in der Türkei, zumindest werden einige politische Ereignisse nachgestellt, darunter Ereignisse, die seit 1993 immer wieder in der türkischen Presse und den Medien publik geworden sind und weiter andauern: Die Ermordung Uğur Mumcus, eines türkischen Publizisten und bekannten Kolumnisten, durch eine Autobombe. Die anschließende Aufdeckung von Teilen seiner Recherchen führten in der Bevölkerung zu Empörung und Erschütterung. Es wurde bekannt, dass Mumcu an einem Artikel über die türkische Mafia arbeitete, was seinen Tod zwar bedeutsamer, aber auch mysteriöser machte. Verschwörungstheorien wurden in der Bevölkerung aufgestellt, wonach Mumcu durch die eigene Regierung getötet worden sei, um Geheimnisse wie die angebliche Zusammenarbeit zwischen Regierung und Mafia zu vertuschen. Dieses Schlüsselereignis führte zu Kritik an der damaligen Regierung – man wusste von dem Zeitpunkt an, dass es eine Organisation gab, deren Einfluss sogar bis in Regierungskreise reichte. Diese Thematik wird in der Türkei als Tiefer Staat bezeichnet.
Die Ermordung Mumcus wird indirekt in der Serie erwähnt, doch hat man davon abgesehen, sie nachzustellen – der Reporter, der mit Şevko – einem Mafiaboss, der sich in der Serie absetzen wollte, redete, war eine Anspielung auf Uğur Mumcu. Weitere zentrale Ereignisse, die in den darauf folgenden Jahren zustande kamen, festigten die Annahme einer illegalen Organisation mit großem Einfluss. So zum Beispiel der Susurluk-Unfall (Susurluk kazası / Susurluk olayı). Dieses Ereignis wurde nach dem Unglücksort benannt, einer Kleinstadt in der Westtürkei nahe Balıkesir. Am 3. November 1996 kam es gegen 19:25 Uhr zu einem gewöhnlichen und heftigen Verkehrsunfall mit Todesfolgen zwischen einem Pkw und einem Lkw. Dieser Verkehrsunfall deckte die Verbindung zwischen Regierungsmitgliedern und der türkischen Mafia auf, da sich in dem Pkw ein Abgeordneter der Regierungspartei DYP, Sedat Edip Bucak, der Direktor der Eröge-Polizeischule in Istanbul, Hüseyin Kocadağ, und der von der Polizei wegen Mordes und Gründung einer illegalen Organisation gesuchte Abdullah Çatlı befanden. Damit wurde die Frage aufgeworfen, warum Regierungsmitglieder gemeinsam mit einem vermeintlichen Mafiaangehörigen in einem privaten Auto saßen. Bis auf Sedat Edip Bucak kamen alle Insassen ums Leben. Auch dieses Ereignis wurde in der Serie 1 zu 1 übernommen. Weitere Ereignisse und Skandale wurden entweder leicht abgeändert oder komplett in der Serie aufgegriffen. Alle Figuren in der Serie beziehen sich auf wahre Personen, die mit der Mafia oder mit der Regierung zu tun haben oder hatten.
Die Serie hat einen großen Einfluss auf die türkische Jugend, so dass der Name Polat Alemdar als Synonym für einen Draufgänger und Gangster geworden ist. Als eine der Hauptfiguren Süleyman Çakır in der Serie verstarb, wurde von einigen Imamen in der Türkei in seinem Namen das Todesgebet gesprochen und Trauerfeiern abgehalten.

## Fortsetzung
Anfang 2007 wurde mit der Ausstrahlung einer Fortsetzung begonnen. Die neue Serie Kurtlar Vadisi – Terör handelt vom Terrorismus im Südosten der Türkei. Nach Ausstrahlung der zweiten Folge wurde die Serie durch die türkische Regulationsbehörde für Hörfunk- und Fernsehsender RTÜK abgesetzt, um eine „Provokation“ der in der Türkei lebenden Kurden zu vermeiden.
Die Serie wurde unter dem neuen Titel Tal der Wölfe – Hinterhalt wieder ausgestrahlt.

## Kritiken
Die Serie steht – zumindest in den deutschen Medien – in der Kritik, sie habe stark nationalistischen Charakter.
Der EU-Abgeordnete Cem Özdemir schrieb im Spiegel:
„Es ist sicher nicht neu, dass das Kino böse Figuren eng an einen ethno-religiösen oder nationalen Hintergrund anlehnt, damit Klischees und rassistische Ressentiments bedient, ob dafür nun Russen, Asiaten, Araber, Mexikaner, Juden oder auch Türken und Deutsche herhalten müssen. Ich nehme dies zur Kenntnis – „Tal der Wölfe“ wird mir dadurch aber nicht erträglicher.“ Er fand es auch „Kaum zu glauben, dass der Film in der Türkei ohne Altersbeschränkung läuft.“ „Man könnte den Film nicht weiter beachten, ihn als die übliche Action-Klischee-Nummer abtun und es gut sein lassen. Aber wer einen solchen Film produziert, der will nicht einfach unterhalten, sondern rechnet damit, dass er rassistische Einstellungen bedient und verstärkt und den Dialog erschwert.“
Bei citic.de dagegen sah man den Film etwas weitergefasst, denn nach Ansicht der Kritiker findet im Grunde „nicht viel mehr statt als eine Verschiebung: die Bösen der Rambo- und Missing in Action-Filme sind hier die Helden, die Amerikaner finden sich in der ungewohnten Schurkenrolle wieder.“ „Die aktuellen Diskussionen um den Streifen in Deutschland jedoch scheinen eindeutig in völliger Unkenntnis des Filmes entstanden zu sein. Anders ist nicht zu erklären, dass ein ausgesprochen uneffektives – und im Vergleich mit anderen aktuellen Filmen auch in Sachen Gewaltdarstellung sehr zurückhaltendes – B-Movie, zum Feuilletonthema werden konnte und von Politikern verschiedenster Parteien zur Gefahr für das zivilisierte Abendland hochstilisiert wird.“